# Say You, Say Me
«Say You, Say Me»  — песня американского поп-исполнителя Лайонела Ричи, написанная для кинофильма «Белые ночи» (White Nights) с Михаилом Барышниковым в главной роли. Песня достигла первого места во многих странах мира, включая Канаду и США.
Песня получила музыкальный «Оскар» в категории Academy Award for Best Original Song во время 58-й церемонии Academy Awards, а также «Золотой глобус» (Golden Globe Award) в категории Best Original Song.

## История
Автором песни и продюсером был сам Лайонел Ричи, а сопродюсером стал Джеймс Энтони Кармайкл. Трек отсутствует в саундтреке фильма «Белые ночи» (White Nights), поскольку фирма Motown не хотела выпускать новый сингл Ричи после огромного успеха его альбома 1983 года Can’t Slow Down на другом лейбле. Он был включен Motown в альбом Ричи 1986 года Dancing on the Ceiling. В декабре 1985 года песня возглавила американский хит-парад Hot100 и R&B singles. Она стала для Ричи его девятым чарттоппером в Billboard Adult Contemporary.
В 2006 году песня стала второй лучшей в списке журнала Billboard. В 2008 году песня заняла 74-е место среди лучших песен всех времен в чарте Billboard Hot 100, составленном в ознаменовании первых 50 лет этого чарта.
Сингл имел огромный успех в Южной Африке, заняв первое место в недельных чартах и оставаясь в них в общей сложности 30 недель. В конце концов, он стал синглом 1986 года № 1 в чартах Springbok на конец года.
На песню было снято музыкальное видео, в которое вошли вставленные кадры из фильма Белые ночи (White Nights) с Михаилом Барышниковым в главной роли.

## Чарты
| Чарт (1985—1986)                      | Высшая позиция |
| ------------------------------------- | -------------- |
| Австралия (Kent Music Report)         | 3              |
| Бельгия/Фландрия (Ultratop 50)        | 2              |
| Бельгия (VRT Top 30 Flanders)         | 2              |
| Канада (RPM Adult Contemporary)       | 1              |
| Канада (RPM Top Singles)              | 1              |
| Ирландия (IRMA)                       | 3              |
| Нидерланды (Dutch Top 40)             | 2              |
| Нидерланды (Single Top 100)           | 1              |
| Норвегия (VG-lista)                   | 1              |
| Польша (LP3)                          | 7              |
| ЮАР (Springbok)                       | 1              |
| Великобритания (OCC UK Singles)       | 8              |
| США (Billboard Hot 100)               | 1              |
| США (Billboard Adult Contemporary)    | 1              |
| США (Billboard Hot R&B/Hip-Hop Songs) | 1              |
| США Cash Box Top 100                  | 1              |

| Чарт (1986)                        | Высшая позиция |
| ---------------------------------- | -------------- |
| Австрия (Ö3 Austria Top 40)        | 6              |
| Франция (SNEP)                     | 4              |
| Германия (GfK)                     | 12             |
| Италия (FIMI)                      | 3              |
| Новая Зеландия (Recorded Music NZ) | 8              |
| ЮАР (Springbok Radio)              | 1              |
| Швеция (Sverigetopplistan)         | 1              |
| Швейцария (Schweizer Hitparade)    | 1              |

| Чарт (2009)                      | Высшая позиция |
| -------------------------------- | -------------- |
| Япония (Billboard Japan Hot 100) | 25             |

| Чарт (1985—1986)               | Ранг |
| ------------------------------ | ---- |
| Бельгия (Ultratop 50 Flanders) | 84   |
| Канада (RPM Top Singles)       | 42   |
| Нидерланды (Dutch Top 40)      | 82   |
| Нидерланды (Single Top 100)    | 39   |

| Чарт (1986)                                    | Позиция |
| ---------------------------------------------- | ------- |
| Австралия (Kent Music Report)                  | 35      |
| Австрия (Ö3 Austria Top 40)                    | 27      |
| Бельгия (Ultratop 50 Flanders)                 | 45      |
| Канада (RPM Top Singles)                       | 40      |
| Германия (Official German Charts)              | 49      |
| Италия (FIMI)                                  | 28      |
| Нидерланды (Dutch Top 40)                      | 91      |
| ЮАР (Springbok Radio)                          | 1       |
| Швейцария (Schweizer Hitparade)                | 8       |
| США (Billboard Top Adult Contemporary Singles) | 2       |
| США (Billboard Top Black Singles)              | 11      |
| США (Billboard Top Pop Singles)                | 2       |
| США (Cash Box Top 100)                         | 23      |

| Чарт (1958—2018)        | Позиция |
| ----------------------- | ------- |
| США (Billboard Hot 100) | 94      |

## Сертификации
| Регион | Сертификация | Продажи    |
| --- | ------------ | ---------- |
| Бельгия (BEA) | Золотой      | 25 000*    |
| Канада (Music Canada) | Платиновый   | 100 000^   |
| Нидерланды (NVPI) | Золотой      | 75 000^    |
| США (RIAA) | Золотой      | 1 000 000^ |
| ^ Данные о тиражах приведены только на основе сертификации. · Данные о продажах + прослушиваниях приведены только на основе сертификации. |              |            |